# Товстоплет Сергій Кирилович

Фото пам'ятної плити Товстоплета Сергія Кириловича на колумбарії Другого міського кладовища Харкова

Товстопльот Сергій Кирилович (6 березня 1937, Кіровоградська область, Онуфрієвський район, село Дереївка, Українська РСР — 23 січня 2017) — український плавець, майстер спорту. Брав участь в естафеті 4×200 м вільним стилем серед чоловіків на Літніх Олімпійських іграх 1960 у складі збірної СРСР. Суддя всесоюзної категорії, суддя міжнародної категорії.
Після смерті був кремований та похований на колумбарії Другого міського кладовища Харкова.